# La Roche-Blanche (Paesi della Loira)
La Roche-Blanche è un comune francese di 1 090 abitanti situato nel dipartimento della Loira Atlantica nella regione dei Paesi della Loira.

## Società

### Evoluzione demografica
Abitanti censiti